# Новоанненковський
Новоанненковський (рос. Новоанненковский) — селище в Майнському районі Ульяновської області Російської Федерації.
Населення становить 441 особу. Входить до складу муніципального утворення Анненковське сільське поселення.

## Історія
Від 2004 року входить до складу муніципального утворення Анненковське сільське поселення.

## Населення
| 2010 |
| ---- |
| 441  |